# Dzień Niepodległości (Armenia)
Dzień Niepodległości Armenii (orm. Հայաստանի Անկախության օրը) – święto państwowe w Armenii obchodzone 21 września. Wspomina ono referendum w sprawie niepodległości z 1991 roku.

## Historia
23 sierpnia 1990 roku Rada Najwyższa Armeńskiej SRR na pierwszej sesji po wyborach przyjęła Deklarację Suwerenności Państwowej Armenii, proklamującą likwidację Armeńskiej SRR i utworzenie Republiki Armenii. Była to druga deklaracja niepodległości w historii Armenii. Pierwsza została ogłoszona 28 maja 1918 roku i doprowadziła do powstania Demokratycznej Republiki Armenii. Istniała ona krótko z powodu podziału jej terytorium pomiędzy Rosyjską Federacyjną Socjalistyczną Republikę Sowiecką a tureckie siły nacjonalistyczne pod koniec 1920 roku. 
W Deklaracji zawarto podstawy do opracowania nowej konstytucji, ustalając: podział władzy, równość form własności, wolność słowa, prasy, sumienia, pluralizm polityczny, przyjęcie systemu wielopartyjnego, depolityzację sił zbrojnych i policji. Zakładała ona również dążenie do uznania ludobójstwa Ormian w 1915 roku. Ponieważ Deklaracja była sprzeczna z konstytucją ASRR z 1978 roku, 10 grudnia 1990 roku Rada Najwyższa przyjęła ustawę konstytucyjna zakładającą, że akty sprzeczne z Deklaracją będą obowiązywały tylko do momentu uchwalenia nowej konstytucji. 24 sierpnia 1990 roku przyjęto ustawę o zmianie nazwy z Armeńska Socjalistyczna Republika Radziecka na Republika Armenii. Zmieniała ona również symbole narodowe, przyjmując nową flagę, herb i hymn.
W 1990 roku Armenia odmówiła przystąpienia do Związku Suwerennych Państw. Po nieudanym puczu moskiewskim 21 września 1991 roku w Armenii odbyło się w referendum w sprawie niepodległości. Wzięło w nim udział 94,99% obywateli uprawnionych do głosowania, z tego 99% glosujących opowiedziało się za ogłoszeniem niepodległości. Na pamiątkę dzień 21 września ogłoszono Dniem Niepodległości Armenii.
21 grudnia 1991 roku Armenia dołączyła Wspólnoty Niepodległych Państw (WNP) i formalnie uzyskała niepodległość 26 grudnia w związku z rozpadem ZSRR.

## Obchody
W Dniu Niepodległości prezydent Armenii wręcza odznaczenia weteranom wojskowym i zasłużonym obywatelom, są organizowane imprezy i koncerty. Zazwyczaj była organizowana defilada wojskowa. W 2021 roku jednak, tj. w 30. rocznicę, odbył się w Erywaniu tylko przemarsz żołnierzy, a planowana defilada nie odbyła się z powodu protestów. Żądano uczczenia w ten sposób pamięci o żołnierzach, którzy zginęli w 2020 roku podczas konfliktu w Górskim Karabachu.